# バルニム6世 (ポメラニア公)

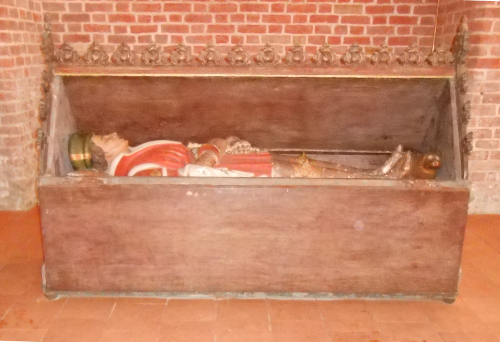
バルニム6世の墓像（ケンツ＝キュシュトロー）

バルニム6世（Barnim VI., 1365年ごろ - 1405年9月22日）は、ポメラニア公（在位：1394年 - 1405年）。ポメラニア公ヴァルティスラフ6世とアンナ・フォン・メクレンブルク＝シュタルガルトの長男。

## 生涯
父ヴァルティスラフ6世の死後、バルニム6世はヴォルガスト公領を統治した。バルニムは領内の都市と対立しており、しばしばはとこであるスウェーデン、デンマーク、ノルウェー王エーリクの軍事支援に頼った。
トーマス・カンツォーによると、バルニム6世は若いころにポメラニアで海賊行為に関与していたとされる。
議会と市民の間の合意により対立が終結した後、バルニム6世はバルト海の海賊行為に反対するデンマーク、ノルウェー、スウェーデンの女王マルグレーテ1世とハンザ同盟の同盟軍と戦った。文献によると、バルニムは私掠船を指揮したという。1398年、リューベックは所有する船を海賊対策に使用せねばならなかった。バルニムは遠征中に捕らえられてポーランドに送り返され、その後は海上で海賊行為をすることはなくなった。
1402年、バルニムは2,400人の戦士とともにリューベックに対して争いを開始した。最後の戦いの前に、バルニムは町民や農民の財産を略奪した。バルニムはリューベック守備隊との衝突で敗れ、重傷を負った。伝えられるところによると、多くの騎士が戦いで戦死し、他の騎士は逃亡した。
バルニムの墓碑には、大学で徹底的な教育を受けたことが記されている。バルニムはペストの流行中に（1405年）、デンバ・グラの邸宅で亡くなり、自身の希望により、バルト近郊のケンツ村にある教区教会に埋葬された。
バルニム6世が埋葬されているケンツの教区教会には、バルニムの等身大の木製の横たわる像が残されている。これは、現存する最古のグリフ家の公爵の男性像で、ゴシック様式の聖遺物箱の形をした公爵の石棺の一部であり、1405年頃に製作され、1600年頃に改修されている。同教会に、バルニムの子孫であるフィリップ1世がバルニムの胸像を刻んだ碑文を建てたが、その顔の特徴は石棺の特徴と一致する。17世紀前半に作成されたバルニム6世とされる肖像画（1635年頃作）も現存している。

## 結婚と子女
バルニム6世は、おそらくニュルンベルク城伯フリードリヒ5世と	エリーザベト・フォン・マイセンの娘であるフェロニカと結婚し、以下の子女をもうけた。
- ヴァルティスラフ9世（1395/1400年 - 1457年） - ポメラニア公
- バルニム7世（1403年 - 1449年） - ポメラニア公
- (?) エリーザベト（1405年 - 1473年） - クルンミンおよびベルゲン女公[8]